# Pribești
Pribești – wieś w Rumunii, w okręgu Vaslui, w gminie Codăești. W 2011 roku liczyła 1247 mieszkańców.